# 텔

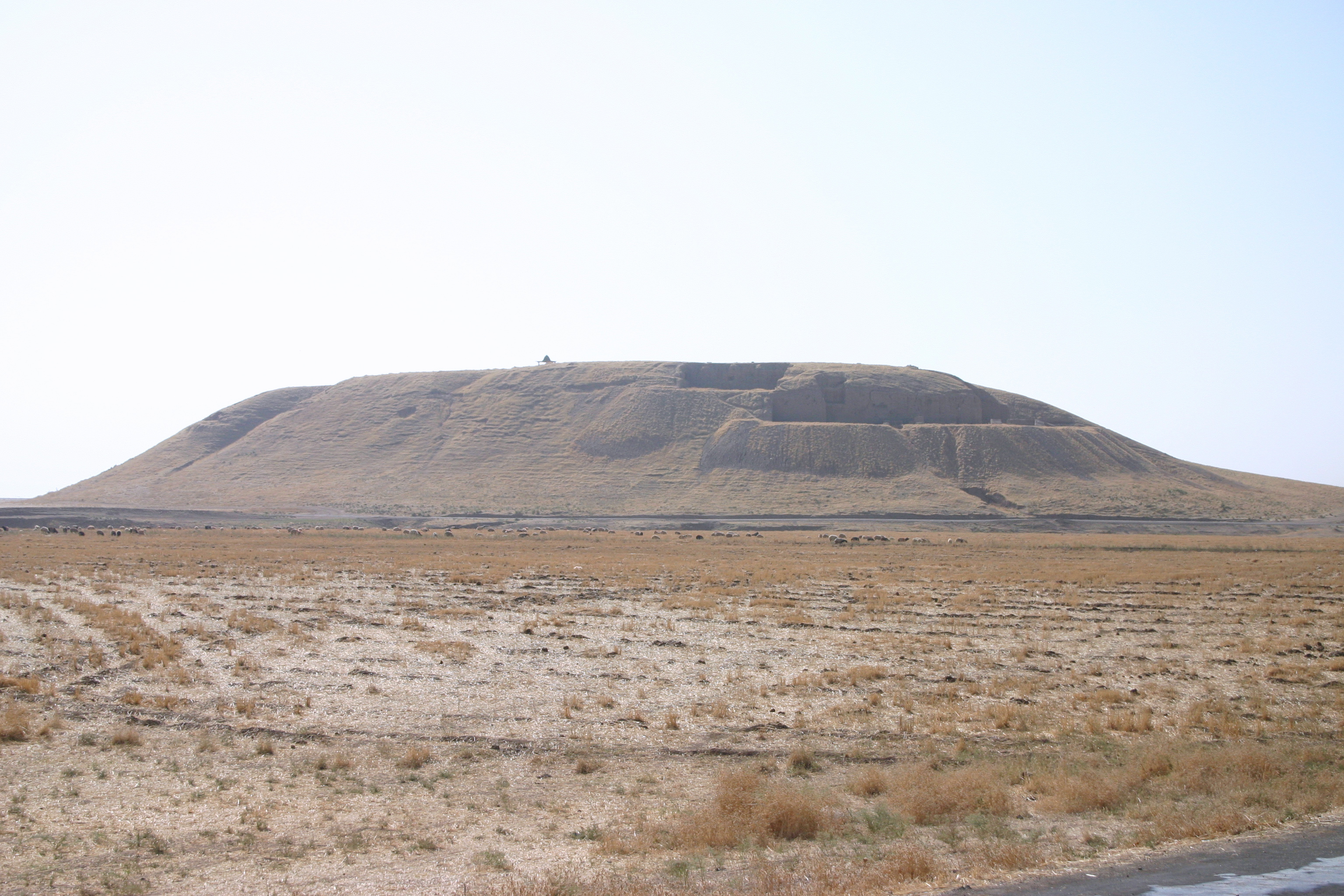
텔 바리, 시리아 북동부, 서쪽에서 본 모습. 높이 32미터, 기저부 면적 37 헥타르

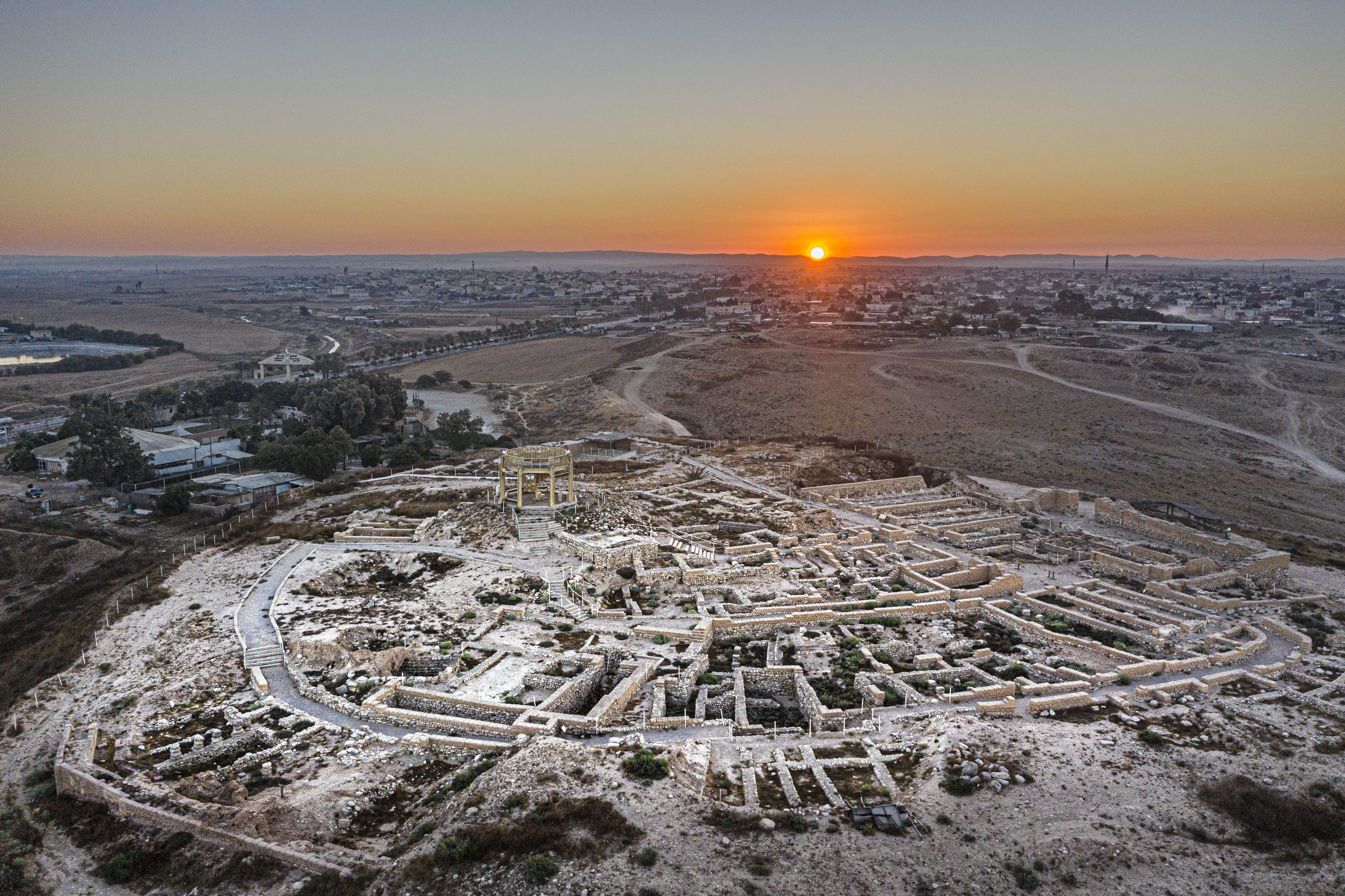
텔 베에르 셰바, 베르셰바, 이스라엘

고고학에서 텔(tell)은 아랍어 'تَلّ'(tall, '언덕' 또는 '작은 언덕')에서 유래한 말로, 동일한 지역에 연속적으로 정착한 여러 세대의 사람들이 남긴 잔존물과 쌓인 퇴적물, 자연 퇴적물이 누적되어 형성된 인공적인 지형이다.
텔은 주로 고대 근동과 관련이 깊지만, 그리스와 불가리아에서 헝가리, 스페인에 이르는 남유럽과 중앙유럽 일부 지역, 그리고 북아프리카에서도 발견된다. 근동 지역 내에서는 알자지라 (지명), 남레반트, 아나톨리아, 이란 등 정착이 비교적 지속적으로 이루어졌던 건조 기후가 덜한 지역에 집중되어 있다. 유라시아의 텔은 신석기 시대, 동기 시대, 청동기 시대, 철기 시대에 형성되었다. 남레반트에서 텔의 시대는 알렉산드로스 대왕의 정복으로 막을 내렸는데, 이는 그들만의 다른 정착-건축 패턴을 가진 헬레니즘 시대의 도래를 알리는 것이었다. 근동 전역의 많은 텔은 오늘날에도 계속해서 점유되고 사용되고 있다.

## 어원
'텔'이라는 단어는 1840년 런던 왕립지리학회지에 실린 보고서에서 영어로 처음 기록되었다. 이는 아랍어 'تَلّ'(tall)에서 유래했으며 "언덕" 또는 "작은 언덕"을 의미한다. 변형된 철자로는 tall, tel, til, tal이 있다.
아랍어 단어는 아카드어 tīlu(m), 우가리트어 tl, 히브리어 tel (תל) 등 다른 셈어파에도 많은 동계어를 가지고 있다. 아카드어 형태는 곡물과 같은 모든 물질의 더미를 지칭할 수 있는 수메르어 DUL과 유사하지만, 이 유사성이 수메르어에서 차용한 것인지 또는 수메르어 자체가 이전 셈어 어휘층에서 온 차용어인지는 알려져 있지 않다. 아카드어 tīlu가 같은 언어의 또 다른 단어인 til'u("여성의 유방"을 의미)와 관련이 있다면, 남셈어군의 고전 에티오피아어인 그으즈어에도 təla("가슴")라는 유사한 용어가 존재한다. 히브리어 tel은 성경 신명기 신명기 13:16 (기원전 700~500년경)에 처음 등장하며, 더미 또는 작은 언덕을 묘사하고 여호수아기와 예레미야서에도 같은 의미로 나타난다.

### 유사어
이 도시-언덕이라는 지형적 개념에 대한 어휘적으로 무관한 유사어는 다른 서남아시아 언어에도 존재한다. 여기에는 이집트 아랍어의 kom, 튀르키예어의 tepe 또는 tappeh (튀르키예어/페르시아어: تپه), hüyük 또는 höyük (튀르키예어), 그리고 초가(chogha, 페르시아어: چغا, 튀르키예어 çokmak 및 파생어 çoka 등)가 포함된다.

### 지명에서
도시-언덕을 나타내는 유사한 단어는 종종 지명에 나타나며, "텔"이라는 단어 자체는 팔레스타인 지명에서 가장 흔한 접두어 중 하나이다. "폐허"를 의미하는 아랍어 '히르베트'(khirbet), 또한 '히르밧'(khirbat, خربة)으로도 표기되는 이 단어는 히르베트 에트-텔("폐허의 언덕" 정도의 의미)과 같은 많은 고고학적 텔의 이름에도 나타난다.

## 형성

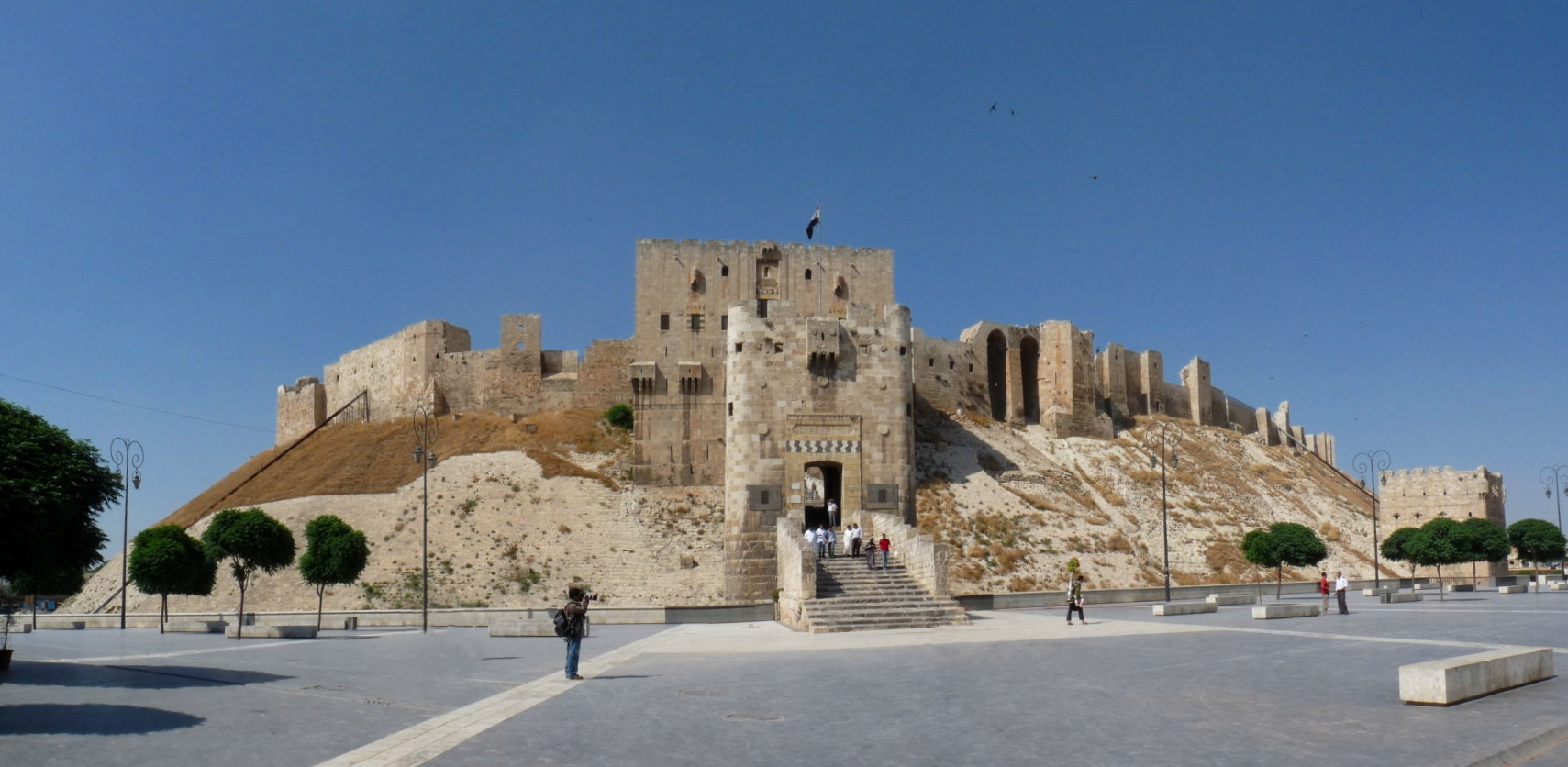
적어도 기원전 3천년기부터 점유된 텔 위에 위치한 알레포 성채, 시리아 북부

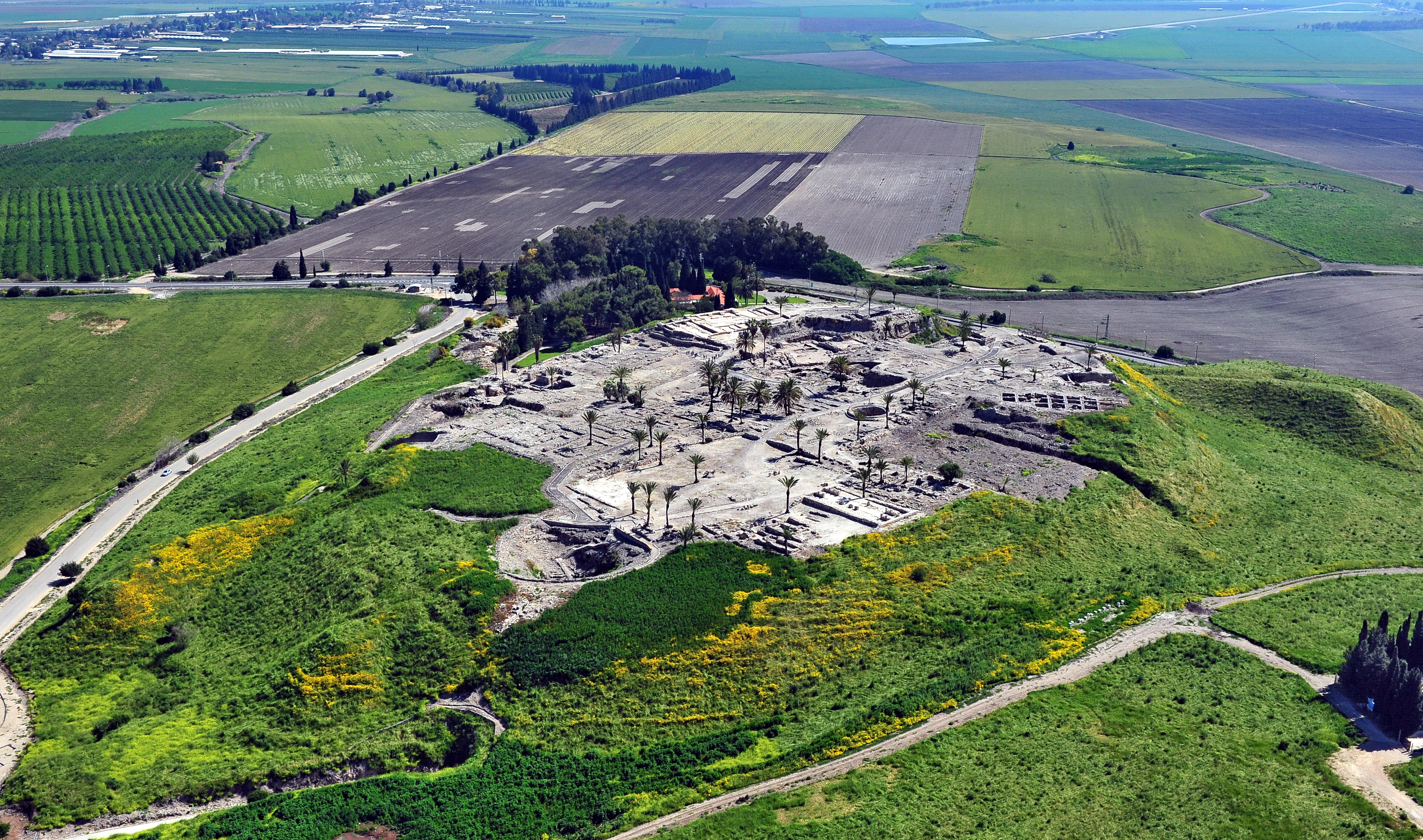
메기도, 이스라엘 북부

텔은 침식과 인위적 침식으로 제거되는 속도보다 자연 및 인공 물질이 축적되는 속도가 더 빠를 때만 형성될 수 있으며, 이는 텔이 발생하는 지리적 영역이 제한적인 이유를 설명한다.
텔은 유기 및 문화적 잔해, 무너진 진흙 벽돌 및 기타 건축 자재, 물이 퇴적시킨 퇴적물, 생물 발생 및 지구화학적 과정의 잔류물, 풍식 퇴적물 등 다양한 잔해물로 형성된다. 전형적인 텔은 경사진 측면과 평평한 메사 모양의 상단을 가진 낮고 잘린 원뿔처럼 보인다. 높이는 43미터 이상에 달할 수 있다.

## 발견

### 서남아시아

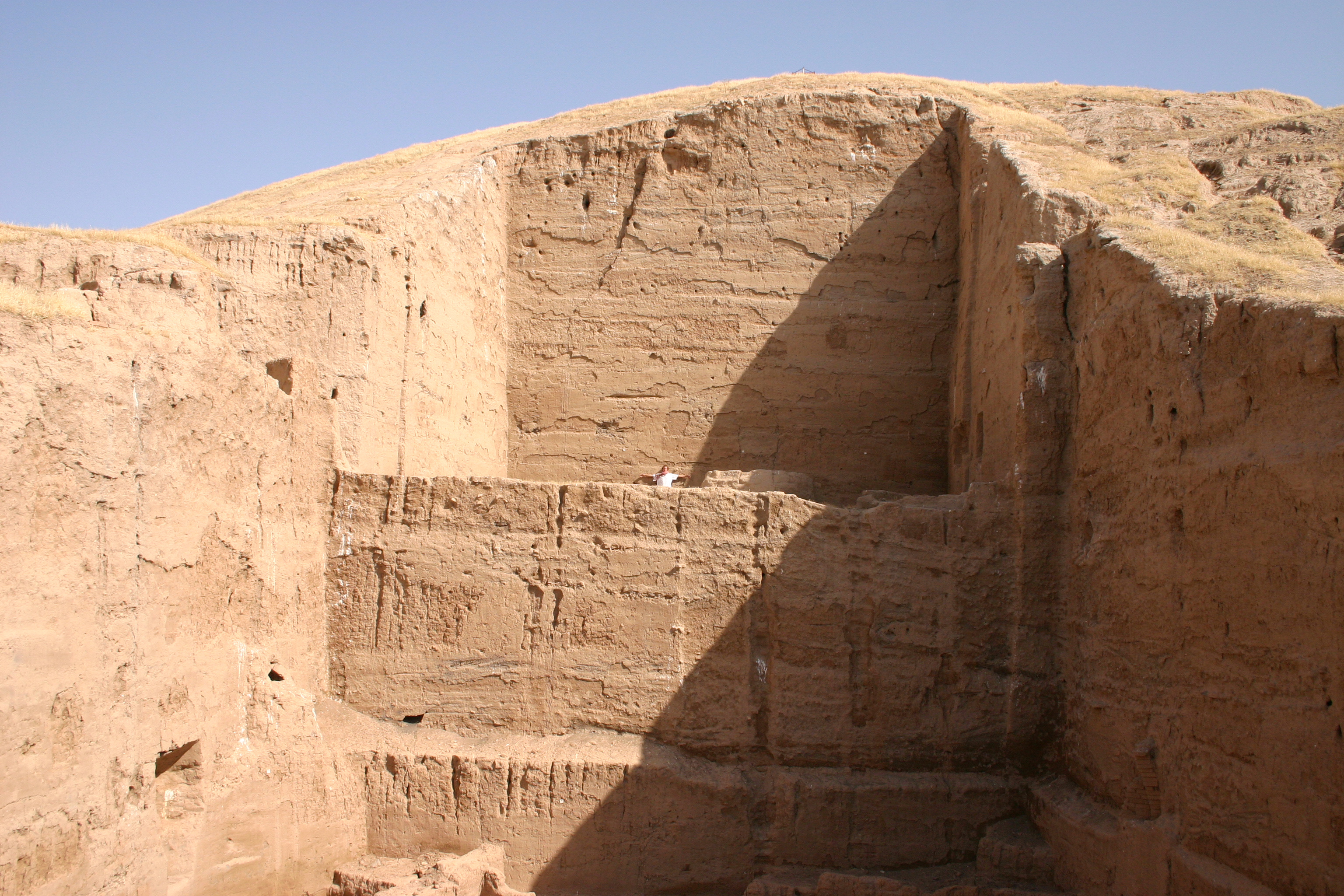
텔 바리, 시리아 북동부

가장 초기에 알려진 텔의 예는 요르단계곡에 있는데, 예를 들어 요르단강 서안 지구의 예리코에 있는 높이 10미터의 언덕은 선신석기 시대까지 거슬러 올라간다. 고대 이스라엘과 요르단 지역에서는 5,000개 이상의 텔이 발견되었다. 이 중 폴 랩은 1960년대에 98%가 아직 고고학자들에 의해 발굴되지 않았다고 추산했다.
시리아에서는 알자지라 (지명) 지역에 텔이 풍부하며, 유프라테스강을 따라 텔 알-아브르, 텔 바지, 텔 카비르, 텔 므레쉬, 텔 사기르, 텔 바나트 등이 흩어져 있다. 후자는 기원전 3천년기로 거슬러 올라가는 가장 오래된 전쟁기념물 (하얀 기념물)이 있는 곳으로 여겨진다.

### 유럽
텔은 스페인, 헝가리, 루마니아, 불가리아, 북마케도니아, 그리스와 같은 유럽 국가에서 발견될 수 있다.
불가리아 북동부에는 기원전 5천년기부터의 동기 시대 (기원전 4900–3800년) 텔의 풍부한 고고학 유산이 있다.
신석기 시대 그리스에서는 강수량이 충분하여 건조농법을 기반으로 한 인구 밀집 정착촌이 가능했던 북부 테살리아 평원과, 샘, 호수, 습지 근처의 작은 경작지 주변에 초기 마을이 형성되었던 펠로폰네소스반도와 같은 남부 그리스의 더 분산된 유적지 사이에 대조가 나타난다. 남유럽 이 지역의 텔 구조를 설명하는 두 가지 모델이 있는데, 하나는 폴 할스테드(Paul Halstead)가 개발했고 다른 하나는 존 채프먼(John Chapman)이 개발했다. 채프먼은 텔을 공동체 사회의 증거로 보았지만, 할스테드는 개별 가구 구조로 발생했다는 생각에 중점을 두었다. 테살리아 텔은 종종 약 40-80명의 인구를 가진 작은 마을을 반영한다.
마케도니아의 툼바(Toumbasa)와 테살리아의 마굴라스(Magoulas)는 이 그리스 지역의 텔 유적지에 대한 현지 명칭이다.

## 같이 보기
- 텔 목록
- 아크로폴리스
- 유적
- 패총

### 내용주
1. ↑  "인공 언덕은 특히 퇴적 평야뿐만 아니라 건조 및 반건조 지역에서도 과거 문화 경관의 영구 및 반영구 정착지 특징이다." (Orengo 외. 2020, 18240쪽)
2. ↑  "텔은 정의상 텔로 시작될 수 없다는 것이 역설이다. 가장 초기의 형태는 주변의 다른 평평한 유적지와 마찬가지로 평평한 유적지이다. 그러한 장소들은 몇 세대 동안 텔의 시각적 특징을 띠지 않고 미완성 상태로 남아 있었다. 한 장소가 처음 재점유된 시점과 언덕이 물리적으로 나타나는 시점 사이에는 수 세기까지는 아니더라도 몇 세대에 걸친 결정적인 시간이 존재한다. 텔이 텔이 되는 물리적 변형은 두 가지 장기적인 물리적 집중(사람과 집의 진흙)에 달려 있다. 가구 단위의 사람들이 서로 가깝게 모여 사는 것이 텔이 되는 첫 번째 전제 조건이다." (Chapman 2000, 207쪽)
3. ↑  오데드 보로스키(Oded Borowski)는 히브리어 지명을 표기할 때 영어 철자는 tel이며, 아랍어에서 전환할 때는 "tell"로 쓰인다고 언급한다. (Borowski 2021)

### 인용
1. 1 2  Kirkpatrick 1983, 1330쪽.
2. 1 2 3  Shaw 2002, 566쪽.
3. ↑  Negev & Gibson 2001, 497쪽.
4. 1 2  Matthews 2014.
5. ↑  Bailey&al 1998, 373–396쪽.
6. 1 2 3  Blanco-González & Kienlin 2020, see map.
7. ↑  MacDonald 1997, 40–42쪽.
8. ↑  Davidson&al 2010, 1564–1571쪽.
9. ↑  Kotsakis 1999, 66쪽.
10. ↑  Wilkinson 2003, 100–127쪽.
11. ↑  Blanco-González & Kienlin 2020.
12. ↑  Chapman 2020.
13. ↑  ASOR 2019.
14. ↑  OED - tell.
15. 1 2  Hirst 2019.
16. 1 2  Leslau 1958, 55쪽.
17. ↑  Biblehub: tel.
18. ↑  Suriano 2012, 214, notes 17–19쪽.
19. ↑  Bos 2013.
20. ↑  Shaw 2002, 567쪽.
21. 1 2  Matthews 2020, 7260쪽.
22. ↑  Warfield 1885, 274쪽.
23. ↑  Wagemakers 2014, 40쪽.
24. ↑  Wilkinson 2003, 108쪽.
25. ↑  Albright 1949, 16쪽.
26. ↑  Suriano 2012, 213쪽.
27. 1 2  Lapp 1975, 1쪽.
28. ↑  Porter 2018, 195–224쪽.
29. ↑  Porter 외. 2021, 900–918쪽.
30. 1 2  Bailey&al 1998, 378쪽.
31. ↑  Bailey&al 1998, 375)쪽.
32. ↑  Bintliff 2012, 53쪽.
33. ↑  Bintliff 2012, 53–54쪽.
34. ↑  Bintliff 2012, 55쪽.

### 참고 문헌
- Albright, William Foxwell (1949). 《The Archaeology of Palestine》. 펭귄 북스. 7–22쪽.
- Bailey, Douglass; Tringham, Ruth; Bass, Jason; Stevanović, Mirjana; Hamilton, Mike; Neumann, Heike; Angelova, Ilke; Raduncheva, Ana (Winter 1998). 《Expanding the Dimensions of Early Agricultural Tells: The Podgoritsa Archaeological Project, Bulgaria》. 《Journal of Field Archaeology》 25. 373–396쪽. doi:10.1179/009346998792005298. JSTOR 530635.
- Bintliff, John (2012). 《The Complete Archaeology of Greece: From Hunter-Gatherers to the 20th Century A.D》. John Wiley & Sons. ISBN 978-1-118-25520-9.
- Blanco-González, Antonio; Kienlin, Tobias L. (2020). 〈Introduction: Learning from Prehistoric Tells〉.   Blanco-González, Antonio; Kienlin, Tobias L. 《Current Approaches to Tells in the Prehistoric Old World: A cross-cultural comparison from Early Neolithic to the Iron Age》. Oxbow Books. ISBN 978-1-78925-487-7.
- Borowski, Oded (2021년 9월 13일). “How to Tell a Tell: Uncovering buried cities of the biblical world”. 《biblicalarchaeology.org》. Biblical Archaeology Society (BAS). 2024년 5월 12일에 확인함.
- Bos, James M. (2013). 《Reconsidering the Date and Provenance of the Book of Hosea》. Bloomsbury. ISBN 978-0-567-06889-7.
- Chapman, John (2000). 《Fragmentation in Archaeology: People, Places, and Broken Objects in the Prehistory of South-eastern Europe》. Psychology Press. ISBN 978-0-415-15803-9.
- Chapman, John (2020). 〈Then, Now, to Come – A Commentary〉.   Blanco-González, Antonio; Kienlin, Tobias L. 《Current Approaches to Tells in the Prehistoric Old World: A cross-cultural comparison from Early Neolithic to the Iron Age》. Oxbow Books. ISBN 978-1-78925-487-7.
- Davidson, Donald A.; Wilson, Clare A.; Lemos, Irene S.; Theocharopoulos, S. P. (2010년 7월 1일). 《Tell formation processes as indicated from geoarchaeological and geochemical investigations at Xeropolis, Euboea, Greece》. 《Journal of Archaeological Science》 37. 1564–1571쪽. Bibcode:2010JArSc..37.1564D. doi:10.1016/j.jas.2010.01.017. hdl:1893/16434.
- Hirst, K. Kris (2019년 3월 22일). “What Is a Tell? The Remnants of Ancient Mesopotamian Cities”. 《ThoughtCo.》.
- Kirkpatrick, E. M., 편집. (1983). 《Chambers 20th Century Dictionary》 New판. Edinburgh: W & R Chambers. 1330쪽. ISBN 0-550-10234-5.
- Kotsakis, Kostas (1999). 〈What Tells can Tell: Social Space and Settlement in the Greek Neolithic〉.   Halstead, Paul. 《Neolithic Society in Greece》. Sheffield Academic Press. ISBN 978-1-850-75824-2.
- Lapp, Paul W. (1975).  Lapp, Nancy L.; Hadidian, Fikran, 편집. 《The Tale of the Tell: Archaeological Studies by Paul W. Lapp》. Wipf and Stock. ISBN 978-1-725-24234-0.
- Leslau, Wolf (1958). 《Ethiopic and South Arabic Contributions to the Hebrew Lexicon》 XX. 캘리포니아 대학교 출판부.
- MacDonald, Kevin C. (1997년 11월 23일). 《More forgotten tells of Mali: an archaeologist's journey from here to Timbuktu》 (PDF). 《Archaeology International》 1. 40–42쪽. doi:10.5334/ai.v1i0.216.
- Matthews, Wendy (2014). 〈Introduction and Definition〉.   Smith, C. 《Encyclopedia of Global Archaeology》. New York: Springer. doi:10.1007/978-1-4419-0465-2. hdl:2268/163881. ISBN 978-1-4419-0426-3.
- Matthews, Wendy (2020). 〈Tells in Archaeology〉.   Smith, Claire. 《Encyclopedia of Global Archaeology》. 스프링거. 7259–7262쪽. doi:10.1007/978-3-030-30018-0_1512. ISBN 978-3-030-30016-6. S2CID 241215415.
- Negev, Avraham; Gibson, Shimon, 편집. (2001). 〈Tell〉. 《Archaeological Encyclopedia of the Holy Land》. New York and London: Continuum. 497쪽. ISBN 978-0-8264-1316-1. 2021년 10월 9일에 확인함.
- Orengo, Hector A.; Conesa, Francesc C.; Garcia-Molsosa, Arnau; Lobo, Agustín; Green, Adam S.; Madella, Marco; Petrie, Cameron A. (2020년 8월 4일). 《Automated detection of archaeological mounds using machine-learning classification of multisensor and multitemporal satellite data》 (PDF). 《PNAS》 117. 18240–18250쪽. Bibcode:2020PNAS..11718240O. doi:10.1073/pnas.2005583117. PMC 7414161. PMID 32690717.
- Porter, Anne (2018). 〈The Tell Banat Settlement Complex during the Third and Second Millennia BCE〉 (PDF).   Otto, Adelheid. 《From Pottery to Chronology: The Middle Euphrates Region in Late Bronze Age Syria. Proceedings of the International Workshop in Mainz (Germany), May 5-7, 2012》. Münchener Abhandlungen zum Alten Orient. Gladbeck: PeWe-Verlag. 195–224쪽. ISBN 978-3-935012-29-4.
- Porter, Anne; McClellan, Thomas; Wilhelm, Susanne; Weber, Jill;  외. (August 2021). 《"Their corpses will reach the base of heaven": a third-millennium BC war memorial in northern Mesopotamia?》. 《Antiquity》 95 (케임브리지 대학교 출판부). 900–918쪽. doi:10.15184/aqy.2021.58.
- Shaw, Ian (2002). 〈Tell〉.   Shaw, Ian; Jameson, Robert. 《A Dictionary of Archaeology》. John Wiley & Sons. 566–567쪽. ISBN 978-0-631-23583-5.
- Suriano, Matthew J. (2012). 《Ruin Hills at the Threshold of the Netherworld: The Tell in the Conceptual Landscape of the Ba'al Cycle and Ancient Near Eastern Mythology》. 《Die Welt des Orients》 42. 210–230쪽. doi:10.13109/wdor.2012.42.2.210. JSTOR 23342127.
- “tel”. 《biblehub》.
- 〈tell〉. 《옥스퍼드 영어사전》 온라인판. 옥스퍼드 대학교 출판부. (구독 또는 참여 기관 회원가입 필요)
- “TerraWatchers, UCSD, and ASOR CHI Partner to Monitor Archaeological Sites”. ASOR. 2019년 1월 17일. 2021년 10월 28일에 원본 문서에서 보존된 문서. 2021년 10월 13일에 확인함.
- Wagemakers, Bart (2014). 〈Khirbet Et-Tell (Ai?)〉. 《Archaeology in the 'Land of Tells and Ruins': A History of Excavations in the Holy Land Inspired by the Photographs and Accounts of Leo Boer》. Oxbow Books. ISBN 978-1-782-97245-7.
- Warfield, Benjamin (1885). 〈The Scenes of the Baptist's Work〉.   Nicoll, W. Robertson. 《The Expositor》. Hodder and Stoughton. 267–282쪽.
- Wilkinson, Toby J. (2003). 《Archaeological Landscapes of the Near East》. 애리조나 대학교 출판부. 100–127쪽. ISBN 978-0-816-52173-9.

## 더 읽어보기
- Lloyd, Seton (1963). 《Mounds of the Near East》. 에든버러 대학교 출판부 – 인터넷 아카이브 경유.
- Small, David B. (2019). 《The Ancient Greeks: Social Structure and Evolution》. 케임브리지 대학교 출판부. ISBN 978-0-521-89505-7.